# Lough Neagh
Lough Neagh (Iers: Loch nEathach) is het grootste meer van de Britse Eilanden.
Het meer ligt in Noord-Ierland, ongeveer 30 km ten westen van Belfast. Het heeft een oppervlakte van 396 km² en is 30 km lang en 15 km breed. Langs de randen is het meer zeer ondiep en het heeft een maximale diepte van 25 meter. Het meer heeft een gemiddelde diepte van 9 meter. De Bann voedt het meer.
Het meer behoort toe aan de graaf van Shaftesbury.
In 2023 werd het meer getroffen door een grote algenuitbraak. Deze algengroei taste de waterkwaliteit dusdanig ernstig aan dat het meer als bron voor drinkwater en als locatie voor ontspanning en vermaak in gevaar kwam.
Volgens een oude legende is het meer ontstaan doordat de Ierse reus Fionn mac Cumhaill een groot stuk land pakte en het wilde gooien naar een Schotse reus. Het kwam echter terecht in de Ierse Zee en vormde zodoende het eiland Man. Op de plek waar het oorspronkelijke land lag is later het meer ontstaan.